# Eugène Hugo
Eugène Hugo, vizconde de Hugo (Nancy, 16 de septiembre de 1800-Saint-Maurice, 20 de febrero de 1837), fue un poeta francés, hermano mayor de los también escritores Víctor Hugo y Abel Hugo.

## Biografía
Hijo del general del primer imperio Joseph Léopold Sigisbert Hugo (1773‑1828), nombrado conde por el rey de España José Bonaparte, y de Sophie Trébuchet (1772‑1821), Eugène Hugo no tenía sino dieciséis meses de diferencia al nacer respecto a su hermano Víctor.
Manifestó dones precoces en materia literaria, lo que le supuso una cierta rivalidad con su hermano agravada cuando Víctor desposó a Adèle Foucher, amor secreto de Eugène. Sufriendo una grave depresión, fue internado en el Hospital Esquirol o Asilo de Charenton en 1822, y de nuevo desde mayo de 1823, y murió sin haber recobrado la razón en 1837 a los treinta y siete años. Víctor, a quien él pasó su título de vizconde, intentó conjurar la culpabilidad de haber abandonado a su hermano haciendo aparecer su figura en algunas obras, como Les Jumeaux, y le rindió un especial homenaje en el vigésimo noveno poema de  Les Voix intérieures ("Las voces interiores"), escrito a consecuencia de su fallecimiento.

## Obras
- Ode sur la mort du duc d’Enghien, (1818)
- Sur la mort du prince de Condé, oda (1819)
- Stances à Thaliarque, (1820)
- Le Duel du précipice, novela.
- Trahison pour trahison, novela.